# Coupe du monde de triathlon 2012
Navigation
Édition précédente Édition suivante
La coupe du monde de triathlon 2012 est composée de 9 courses organisées par la Fédération internationale de triathlon (ITU). Chacune des courses est disputée sous format olympique, soit 1500 m de natation, 40 km de cyclisme et 10 km de course à pied.

## Calendrier
| Date             | Ville        | Pays         |
| ---------------- | ------------ | ------------ |
| 24 et 25 mars    | Mooloolaba   | Australie    |
| 22 avril         | Ishigaki     | Japon        |
| 6 mai            | Huatulco     | Mexique      |
| 17 juin          | Banyoles     | Espagne      |
| 8 juillet        | Edmonton     | Canada       |
| 14 et 15 juillet | Tiszaújváros | Hongrie      |
| 9 septembre      | Guatapé      | Colombie     |
| 22 septembre     | Tongyeong    | Corée du Sud |
| 7 octobre        | Cancún       | Mexique      |

## Résultats

### Mooloolaba
| Position | Hommes          | Hommes    | Hommes          | Femmes        | Femmes           | Femmes          |
| Position | Nom             | Pays      | Temps           | Nom           | Pays             | Temps           |
| -------- | --------------- | --------- | --------------- | ------------- | ---------------- | --------------- |
|          | Laurent Vidal   | France    | 1 h 53 min 22 s | Erin Densham  | Australie        | 2 h 03 min 32 s |
|          | Brad Kahlefeldt | Australie | 1 h 53 min 22 s | Nicola Spirig | Suisse           | 2 h 04 min 24 s |
|          | David Hauss     | France    | 1 h 53 min 22 s | Andrea Hewitt | Nouvelle-Zélande | 2 h 04 min 31 s |

### Ishigaki
| Position | Hommes                 | Hommes    | Hommes          | Femmes            | Femmes  | Femmes          |
| Position | Nom                    | Pays      | Temps           | Nom               | Pays    | Temps           |
| -------- | ---------------------- | --------- | --------------- | ----------------- | ------- | --------------- |
|          | David Hauss            | France    | 1 h 50 min 06 s | Kathy Tremblay    | Canada  | 2 h 05 min 38 s |
|          | Davide Uccelari        | Italie    | 1 h 50 min 10 s | Aileen Morrison   | Irlande | 2 h 05 min 58 s |
|          | Tellechea Gonzalo Raul | Argentine | 1 h 50 min 19 s | Sarah-Anne Brault | Canada  | 2 h 06 min 03 s |

### Huatulco
| Position | Hommes          | Hommes           | Hommes          | Femmes           | Femmes   | Femmes          |
| Position | Nom             | Pays             | Temps           | Nom              | Pays     | Temps           |
| -------- | --------------- | ---------------- | --------------- | ---------------- | -------- | --------------- |
|          | Simon De Cuyper | Belgique         | 2 h 02 min 34 s | Flora Duffy      | Bermudes | 2 h 13 min 17 s |
|          | Ryan Sissons    | Nouvelle-Zélande | 2 h 02 min 50 s | Pâmella Oliveira | Brésil   | 2 h 13 min 47 s |
|          | Danylo Sapunov  | Ukraine          | 2 h 02 min 54 s | Claudia Rivas    | Mexique  | 2 h 13 min 53 s |

### Banyoles
| Position | Hommes           | Hommes     | Hommes          | Femmes          | Femmes     | Femmes          |
| Position | Nom              | Pays       | Temps           | Nom             | Pays       | Temps           |
| -------- | ---------------- | ---------- | --------------- | --------------- | ---------- | --------------- |
|          | Lukas Verzbicas  | États-Unis | 1 h 47 min 28 s | Gwen Jorgensen  | États-Unis | 1 h 59 min 39 s |
|          | Laurent Vidal    | France     | 1 h 47 min 45 s | Erin Densham    | Australie  | 1 h 59 min 55 s |
|          | Dmitry Polyansky | Russie     | 1 h 48 min 04 s | Ashleigh Gentle | Australie  | 2 h 00 min 02 s |

### Edmonton
| Position | Hommes           | Hommes     | Hommes      | Femmes            | Femmes   | Femmes          |
| Position | Nom              | Pays       | Temps       | Nom               | Pays     | Temps           |
| -------- | ---------------- | ---------- | ----------- | ----------------- | -------- | --------------- |
|          | Kyle Jones       | Canada     | 57 min 33 s | Lauren Campbell   | Canada   | 1 h 04 min 42 s |
|          | Alexander Hinton | Canada     | 57 min 36 s | Sarah-Anne Brault | Canada   | 1 h 04 min 52 s |
|          | Jarrod Shoemaker | États-Unis | 57 min 41 s | Flora Duffy       | Bermudes | 1 h 04 min 56 s |

### Tiszaújváros
| Position | Hommes           | Hommes | Hommes      | Femmes             | Femmes    | Femmes      |
| Position | Nom              | Pays   | Temps       | Nom                | Pays      | Temps       |
| -------- | ---------------- | ------ | ----------- | ------------------ | --------- | ----------- |
|          | Pierre Le Corre  | France | 51 min 54 s | Ashleigh Gentle    | Australie | 58 min 39 s |
|          | Aurélien Raphaël | France | 52 min 05 s | Maaike Caelers     | Pays-Bas  | 58 min 43 s |
|          | Anthony Pujades  | France | 52 min 10 s | Annamaria Mazzetti | Italie    | 59 min 19 s |

### Guatapé
| Position | Hommes            | Hommes     | Hommes          | Femmes         | Femmes      | Femmes          |
| Position | Nom               | Pays       | Temps           | Nom            | Pays        | Temps           |
| -------- | ----------------- | ---------- | --------------- | -------------- | ----------- | --------------- |
|          | Crisanto Grajales | Mexique    | 2 h 02 min 14 s | Jodie Stimpson | Royaume-Uni | 2 h 12 min 21 s |
|          | Sergio Sarmiento  | Mexique    | 2 h 02 min 23 s | Maria Cześnik  | Pologne     | 2 h 17 min 15 s |
|          | Manuel Huerta     | États-Unis | 2 h 02 min 24 s | Paola Diaz     | Mexique     | 2 h 20 min 42 s |

### Tongyeong
| Position | Hommes           | Hommes  | Hommes          | Femmes        | Femmes           | Femmes          |
| Position | Nom              | Pays    | Temps           | Nom           | Pays             | Temps           |
| -------- | ---------------- | ------- | --------------- | ------------- | ---------------- | --------------- |
|          | Dmitry Polyansky | Russie  | 1 h 48 min 39 s | Nicky Samuels | Nouvelle-Zélande | 2 h 01 min 51 s |
|          | Marek Jaskółka   | Pologne | 1 h 49 min 06 s | Maria Cześnik | Pologne          | 2 h 02 min 00 s |
|          | Igor Polyansky   | Russie  | 1 h 49 min 22 s | Yuka Sato     | Japon            | 2 h 02 min 03 s |

### Cancún
| Position | Hommes            | Hommes  | Hommes      | Femmes         | Femmes      | Femmes          |
| Position | Nom               | Pays    | Temps       | Nom            | Pays        | Temps           |
| -------- | ----------------- | ------- | ----------- | -------------- | ----------- | --------------- |
|          | Sergio Sarmiento  | Mexique | 53 min 33 s | Katie Hewison  | Royaume-Uni | 1 h 00 min 19 s |
|          | Crisanto Grajales | Mexique | 53 min 36 s | Kaitlin Shiver | États-Unis  | 1 h 00 min 54 s |
|          | Grégory Rouault   | France  | 53 min 49 s | Lisa Perterer  | Autriche    | 1 h 00 min 56 s |

## Par nation
| Rang | Nation           | Victoires |
| ---- | ---------------- | --------- |
| 1    | Canada           | 3         |
| 1    | France           | 3         |
| 3    | Australie        | 2         |
| 3    | États-Unis       | 2         |
| 3    | Mexique          | 2         |
| 3    | Royaume-Uni      | 2         |
| 7    | Belgique         | 1         |
| 7    | Bermudes         | 1         |
| 7    | Nouvelle-Zélande | 1         |
| 7    | Russie           | 1         |